# Copa Gato 2007
La Copa Gato 2007 fue la quinta serie de partidos amistosos correspondiente al torneo de fútbol Copa Gato, siendo organizada por la empresa Pegaso Chile S.A., continuadora de la productora MERCOM S.A., y auspiciada por la Viña San Pedro, dueña de la marca de vino Gato.
Se celebraron seis ediciones durante ese año: la primera y la segunda en enero, la tercera en marzo, y la cuarta, la quinta y la sexta en julio.

## Primera edición
La edición consistió en la primera de una jornada doble: un encuentro preliminar, entre Universidad de Concepción y Huachipato, y un encuentro de fondo, el Súperclásico entre Colo-Colo y Universidad de Chile.
El partido, disputado el 24 de enero de 2007 en el Estadio Municipal de Concepción, lo ganó Huachipato por 3-1, obteniendo así su primer título de la Copa Gato.
El cotejo fue transmitido en directo por Televisión Nacional de Chile.
| Copa Gato 2007 I edición; 24 de enero de 2007, 19:00 | Universidad de Concepción | 1:3 (0:0) | Huachipato                                      | Estadio Municipal de Concepción, Concepción (Chile) |  |
|                                                      | Monje 70' (pen.)          |           | Contreras 4' · Riveros 16' · Morales 81' (pen.) |                                                     |  |
| Monje (Universidad de Concepción).                   |                           |           |                                                 |                                                     |  |

### Campeón
| Chile              |
| Campeón Huachipato |

## Segunda edición
La edición consistió en la última de una jornada doble: un encuentro preliminar, entre Universidad de Concepción y Huachipato, y un encuentro de Despues, el Súperclásico entre Colo-Colo y Universidad de Chile.
El partido, disputado el 24 de enero de 2007 en el Estadio Municipal de Concepción, terminó empatado 1-1 durante el tiempo reglamentario y se resolvió mediante definición a penales, en la cual, Universidad de Chile ganó por 7-6, obteniendo así su octavo título de la Copa Gato.
El cotejo fue transmitido en directo por Televisión Nacional de Chile.
| Copa Gato 2007 II edición; 24 de enero de 2007, 22:00 | Colo-Colo                                                                | 1:1 (0:0) (6:7 p.)         | Universidad de Chile                                                     | Estadio Municipal de Concepción, Concepción (Chile) |                           |
| | Acevedo 70'                                                              | Reporte                    | S. Pinto 78'                                                             | Árbitro(s): Roberto Tobar                           | Árbitro(s): Roberto Tobar |
| |                                                                          | Tiros desde el punto penal |                                                                          |                                                     |                           |
| | Valenzuela · Abarca · Fierros · Acevedo · Cejas · Lorca · Jara · Giménez |                            | Estrada · Rojas · Martínez · Opazo · S. Pinto · M. Pinto · García · Pino |                                                     |                           |
| 33' Pinto (Universidad de Chile). · 35' Arrué (Universidad de Chile). · 35' Sanhueza (Colo-Colo). · 42' Estrada (Universidad de Chile). · 50' Novoa (Universidad de Chile). · 60' Giménez (Colo-Colo). |                                                                          |                            |                                                                          |                                                     |                           |

| Colo-Colo | Universidad de Chile |

### Campeón
| Campeón Universidad de Chile |

## Tercera edición
La edición consistió en un Clásico Universitario entre Universidad Católica y Universidad de Chile.
El partido, disputado el 24 de marzo de 2007 en el Estadio Municipal Valparaíso, lo ganó Universidad Católica por 2-1, obteniendo así su tercer título de la Copa Gato.
El cotejo fue transmitido en directo por Mega.
| Copa Gato 2007 III edición; 24 de marzo de 2007, 22:00 | Universidad Católica        | 2:1 (1:1) | Universidad de Chile | Estadio Municipal Valparaíso, Valparaíso (Chile)          |                                                           |
| | Fuertes 20' · Gutiérrez 52' | Reporte   | Soto 32'             | Asistencia: 5.000 espectadores Árbitro(s): Julio Bascuñan | Asistencia: 5.000 espectadores Árbitro(s): Julio Bascuñan |
| 43' Acuña (Universidad de Chile). · 49' Pérez (Universidad Católica). · Estrada (Universidad de Chile). · 63' Arrué (Universidad de Chile). · 69' Ormeño (Universidad Católica). · Rivera (Universidad de Chile). · Medel (Universidad Católica). · Muñoz (Universidad Católica). |                             |           |                      |                                                           |                                                           |

| Universidad Católica | Universidad de Chile |

### Campeón
| Campeón Universidad Católica |

## Cuarta edición
La edición consistió en la primera de una jornada doble: un encuentro preliminar, entre Deportes La Serena y Cobreloa, y un encuentro de fondo, el Súperclásico entre Colo-Colo y Universidad de Chile.
El partido, disputado el 12 de julio de 2007 en el Estadio La Portada de La Serena, lo ganó Deportes La Serena por 2-0, obteniendo así su primer título de la Copa Gato.
| Copa Gato 2007 IV edición; 12 de julio de 2007, 19:00 | Deportes La Serena      | 2:0 (1:0) | Cobreloa | Estadio La Portada, La Serena (Chile) |  |
|                                                       | Carreño 19' · Rojas 70' |           |          |                                       |  |

### Campeón
| Campeón Deportes La Serena |

## Quinta edición
La edición consistió en la última de una jornada doble: un encuentro preliminar, entre Deportes La Serena y Cobreloa, y un encuentro de fondo, el Súperclásico entre Colo-Colo y Universidad de Chile.
El partido, disputado el 12 de julio de 2007 en el Estadio La Portada de La Serena, terminó empatado 1-1.
El cotejo fue transmitido en directo por Chilevisión.
| Copa Gato 2007 V edición; 12 de julio de 2007, 19:00        | Colo-Colo    | 1:1 (1:0) | Universidad de Chile | Estadio La Portada, La Serena (Chile) |                                 |
|                                                             | Carrasco 36' | Reporte   | Galaz 64'            | Asistencia: 20.000 espectadores       | Asistencia: 20.000 espectadores |
| 42' Delgado (Universidad de Chile). · 47' Mena (Colo-Colo). |              |           |                      |                                       |                                 |

## Sexta edición
La edición consistió en el desempate del Súperclásico anterior entre Colo-Colo y Universidad de Chile.
El partido, disputado el 15 de julio de 2007 en el Estadio La Portada de La Serena, lo ganó Universidad de Chile por 1-0, obteniendo así su noveno título de la Copa Gato.
El cotejo fue transmitido en directo por Canal 13.
| Copa Gato 2007 VI edición; 15 de julio de 2007, 22:00 | Colo-Colo | 0:1 (0:0) | Universidad de Chile | Estadio La Portada, La Serena (Chile) |                                 |
|                                                       |           | Reporte   | Rojas 64'            | Asistencia: 20.000 espectadores       | Asistencia: 20.000 espectadores |

### Campeón
| Campeón Universidad de Chile |